# Johan Stein
Johan Willem Jakob Antoon Stein (Grave, Países Bajos, 27 de febrero de 1871-Roma, 27 de diciembre de 1951) fue un jesuita y astrónomo holandés, director del Observatorio Vaticano.

## Semblanza
Stein nació en Grave, Países Bajos, y pasó su juventud en Maastricht. En 1894 completó un curso de filosofía eclesiástica, tras lo que estudió astronomía en la Universidad de Leiden. Su tesis doctoral versó sobre el método de Horrebow para determinar la latitud. Doctorado en 1901, por entonces ya había empezado a enseñar física y matemáticas en el Colegio de St. Willebrord de Katwijk, siendo ordenado sacerdote en Maastricht en 1903.
Entre 1906 y 1910 sirvió como ayudante en el Observatorio Vaticano, siendo destinado a continuación a la Universidad de San Ignacio en Ámsterdam, donde enseñó matemáticas y ciencias durante los veinte años siguientes. En 1922 fue nombrado miembro de la Unión Astronómica Internacional, integrado en la Comisión de las Estrellas Variables. Después de 1924, se afilió a la Asociación de Astrónomos Aficionados Holandeses, y desde 1930 dirigió el Observatorio Vaticano, encargándose de su modernización, así como de su reubicación en Castel Gandolfo en 1933. Murió en Roma, Italia.
La reina Juliana le nombró caballero de la Orden del León de los Países Bajos.

## Eponimia
- El cráter Stein, situado en la cara oculta de la Luna, lleva su nombre.[4]